# Normalform eines Spiels
Die Normalform eines Spiels, kurz Normalform, bezeichnet in der Spieltheorie eine Darstellungsform von Spielen, die sich im Wesentlichen auf die A-priori-Strategiemengen der einzelnen Spieler und eine Auszahlungsfunktion als Funktion der gewählten Strategiekombinationen beschränkt. Gerecht wird diese Darstellungsform am ehesten solchen Spielen, bei denen alle Spieler ihre Strategien gleichzeitig und ohne Kenntnis der Wahl der anderen Spieler festlegen.
Eine Alternative ist die Extensivform eines Spiels, deren Stärke in der anschaulichen Darstellung zeitlicher oder logischer Abfolgen liegt.
Die Normalform für Spiele wurde erstmals von Émile Borel (1921) und John von Neumann (1928) beschrieben, die erkannten, dass im Prinzip jedes Strategiespiel in eine solche Form transformiert werden kann.

## Definition
Die Normalform eines Spiels ist ein Tupel {\displaystyle \Gamma =(N,\Sigma ,u)} mit den folgenden Elementen:
Menge der Spieler{\displaystyle N=\{1,2,\ldots ,n\}}
Strategieraum{\displaystyle \Sigma =\Sigma _{1}\times \Sigma _{2}\times \dotsb \times \Sigma _{n}}
{\displaystyle \Sigma _{i}} bezeichnet die Strategiemenge des Spielers {\displaystyle i}, aus der er seine Züge wählen kann.
Nutzenfunktion{\displaystyle u\colon \Sigma \to \mathbb {R} ^{n}}
Dabei ist {\displaystyle u_{i}\colon \Sigma \to \mathbb {R} } die Nutzenfunktion des Spielers {\displaystyle i}. Abhängig von der eigenen Strategie und der Strategie der anderen Spieler hat der Spieler einen Nutzen oder eine Auszahlung von {\displaystyle u_{i}(\sigma _{1},\ldots ,\sigma _{i},\ldots ,\sigma _{n})}.

### Gemischte und reine Strategien
In den so genannten reinen Strategien wählen die Spieler genau ein {\displaystyle \sigma _{i}\in \Sigma _{i}}. Für manche Spiele ist es jedoch notwendig, den Spielern zusätzlich die Möglichkeit einzuräumen, zufällig die Strategien auszuwählen und zuvor lediglich die Wahrscheinlichkeitsverteilung über {\displaystyle \Sigma _{i}} anzugeben, mit denen die einzelnen {\displaystyle \sigma _{i,j}\in \Sigma _{i}} ausgewählt werden. Dabei bezeichnet {\displaystyle s_{i}} die Parameter dieser Wahrscheinlichkeitsverteilung und {\displaystyle S_{i}} die Menge der möglichen Parameterkombinationen.
Ist {\displaystyle \Sigma _{i}} endlich beziehungsweise abzählbar, so ist {\displaystyle s_{i}} ein Vektor, wobei {\displaystyle s_{i,j}} die Wahrscheinlichkeit angibt, dass die Strategie {\displaystyle \sigma _{i,j}} gewählt wird. Man spricht bei {\displaystyle s_{i}} von einer gemischten Strategie.
Das Tupel {\displaystyle S(\Gamma )=(N,S,u)} ist die Normalform eines solchen Spiels in gemischten Strategien. Dabei gilt {\displaystyle S=S_{1}\times S_{2}\times \dotsb \times S_{n}}, und {\displaystyle u\colon S\to \mathbb {R} ^{n}} ist der erwartete Nutzen.

## Darstellung in Tabellenform

Bimatrix (Kampf der Geschlechter)

Werden nur Spiele mit zwei Spielern, {\displaystyle N=\{1,2\}}, betrachtet und sind die Strategiemengen {\displaystyle \Sigma _{1}} und {\displaystyle \Sigma _{2}} endlich und überschaubar, kann man ein Spiel in Normalform auch als eine Tabelle, die Auszahlungsmatrix (Bimatrix), darstellen:
| Spieler 1\Spieler 2           | {\displaystyle \sigma _{2,1}} | {\displaystyle \sigma _{2,2}} |
| ----------------------------- | ----------------------------- | ----------------------------- |
| {\displaystyle \sigma _{1,1}} | (3,3)                         | (1,2)                         |
| {\displaystyle \sigma _{1,2}} | (2,1)                         | (1,1)                         |

In diesem Fall bezeichnet die erste Zahl in der Klammer die Auszahlung des Spielers 1 und die zweite Zahl die Auszahlung des Spielers 2 bei der entsprechenden Strategienkombination. Wählt Spieler 1 beispielsweise Strategie {\displaystyle \sigma _{1,2}} und Spieler 2 {\displaystyle \sigma _{2,1}}, so erhält Spieler 1 eine Auszahlung in Höhe 2 und Spieler 2 eine Auszahlung in Höhe 1.